# Jane's Addiction
Jane's Addiction är en amerikansk rockgrupp bildad i Los Angeles omkring 1986. Gruppen upplöstes 1991 men har senare återförenats vid några tillfällen, mest långvarigt mellan 2001 och 2004. Under större delen av sin karriär bestod gruppen av sångaren Perry Farrell, basisten Eric Avery, gitarristen Dave Navarro (även i Red Hot Chili Peppers) och trummisen Stephen Perkins. Gruppen återförenades 2009 med samtliga originalmedlemmar och samma vår meddelade Nine Inch Nails sångare Trent Reznor via bandets officiella hemsida att Nine Inch Nails och ett återförenat Jane's Addiction kommer att turnera i USA under sommaren 2009 med ett projekt kallat NIN-JA. Numera spelar den förre Guns N Roses basisten Duff McKagan och organisten Gareth Barry i bandet. 

## Medlemmar
Nuvarande medlemmar
- Perry Farrell – sång, gitarr, piano, programmering (1985–1991, 1997, 2001–2004, 2008– )
- Dave Navarro – gitarr, akustisk gitarr, piano, keyboard (1986–1991, 1997, 2001–2004, 2008– )
- Stephen Perkins – trummor, slagverk (1986–1991, 1997, 2001–2004, 2008– )
- Chris Chaney – basgitarr (2002–2004, 2009, 2010, 2011– )

Tidigare medlemmar
- Eric Avery – basgitarr, akustisk gitarr (1985–1991, 2008–2010)
- Flea – trumpet (1987), basgitarr (1997)
- Martyn LeNoble – basgitarr (2000–2002)
- Duff McKagan – basgitarr (2010)
- Matt Fanuka – gitarr (1985)
- Chris Brinkman – gitarr (1985–1986)
- Mark Pritchard – gitarr (1986)
- Ed Dobrydnio – gitarr (1986)
- Matt Chaikin – trummor (1985–1986)

Turnerande- och studiomusiker
- Dave Sitek – basgitarr (2010–2011)

## Diskografi
Studioalbum
- 1988 – Nothing's Shocking
- 1990 – Ritual de lo Habitual
- 2003 – Strays
- 2011 – The Great Escape Artist

Livealbum
- 1987 – Jane's Addiction
- 2013 – Live in NYC

Samlingsalbum
- 1991 – Live and Rare
- 1997 – Kettle Whistle
- 2006 – Up From The Catacombs: The Best of Jane's Addiction
- 2009 – A Cabinet of Curiosities (box-set)

Singlar (topp 10 på Billboard Alternative Songs)
- 1988 – "Jane Says" (#6)
- 1990 – "Stop!" (#1)
- 1990 – "Been Caught Stealing" (#1)
- 2003 – "Just Because" (#1)
- 2011 – "Irresistable Force" (#9)